# Liste des monuments historiques de Toul
Ce tableau présente la liste de tous les monuments historiques classés ou inscrits dans la ville de Toul, Meurthe-et-Moselle, en France.

## Liste
| Monument | Adresse                              | Coordonnées                      | Notice         | Protection     | Date      | Illustration                                                                                                 |
| --- | ------------------------------------ | -------------------------------- | -------------- | -------------- | --------- | --- |
| Cathédrale Saint-Étienne église, cloître                                                                      |                                      | 48° 40′ 31″ nord, 5° 53′ 40″ est | « PA00106374 » | Classé         | 1840 1889 | Cathédrale Saint-Étienneéglise, cloître                                                                      |
| Collégiale Saint-Gengoult                                                                                     |                                      | 48° 40′ 30″ nord, 5° 53′ 23″ est | « PA00106375 » | Classé         | 1862 1889 | Collégiale Saint-Gengoult                                                                                    |
| Enceinte gallo-romaine                                                                                        | 28 rue de la Petite Boucherie        | 48° 40′ 32″ nord, 5° 53′ 23″ est | « PA00132964 » | Inscrit        | 1994      | Enceinte gallo-romaine                                                                                       |
| Fortifications enceinte, bastions, fossés, canal, portes de ville                                             |                                      | à géolocaliser                   | « PA00106376 » | Inscrit Classé | 1929 1941 | Fortificationsenceinte, bastions, fossés, canal, portes de ville                                             |
| Remparts gallo-romains                                                                                        | Passage B (Place des Trois-Évêchés)  | 48° 40′ 27″ nord, 5° 53′ 24″ est | « PA00106420 » | Classé         | 1949      | Remparts gallo-romains                                                                                       |
| Maison (détruite en 1940)                                                                                     | 22 rue du Docteur-Chapuis            | 48° 40′ 29″ nord, 5° 53′ 29″ est | « PA00106404 » | Inscrit        | 1939      | Maison (détruite en 1940)                                                                                    |
| Ancien couvent Saint-Léon de Toul bâtiment conventuel, réfectoire, cuisine                                    | 23 rue du Collège                    | 48° 40′ 40″ nord, 5° 53′ 21″ est | « PA00106372 » | Inscrit        | 1941      | Ancien couvent Saint-Léon de Toulbâtiment conventuel, réfectoire, cuisine                                    |
| Maison de l'Apothicaire                                                                                       | 8 place Croix-de-Fue                 | 48° 40′ 36″ nord, 5° 53′ 25″ est | « PA00106403 » | Inscrit        | 1941      | Maison de l'Apothicaire                                                                                      |
| Maison | 4 rue du Docteur-Denis               | 48° 40′ 31″ nord, 5° 53′ 18″ est | « PA00106405 » | Inscrit        | 1939      | Maison |
| Hospice Saint-Charles                                                                                         | 18, 20 rue du Docteur-Denis          | 48° 40′ 33″ nord, 5° 53′ 13″ est | « PA00106378 » | Inscrit        | 1941      | Hospice Saint-Charles                                                                                        |
| Immeuble (détruit)                                                                                            | 21 rue du Docteur-Denis              | 48° 40′ 32″ nord, 5° 53′ 14″ est | « PA00106384 » | Inscrit        | 1941      | Immeuble (détruit)                                                                                           |
| Couvent des sœurs de Notre-Dame                                                                               | 8 rue du Général-Foy                 | 48° 40′ 38″ nord, 5° 53′ 33″ est | « PA00106385 » | Inscrit        | 1941      | Couvent des sœurs de Notre-Dame                                                                              |
| Couvent des sœurs de Notre-Dame                                                                               | 12 rue du Général-Foy                | 48° 40′ 39″ nord, 5° 53′ 33″ est | « PA00106386 » | Inscrit        | 1941      | Couvent des sœurs de Notre-Dame                                                                              |
| Hôtel du Gouverneur                                                                                           | 18 rue du Général-Foy                | 48° 40′ 41″ nord, 5° 53′ 33″ est | « PA00106380 » | Inscrit        | 1941      | Hôtel du Gouverneur                                                                                          |
| Maison | 23 rue du Général-Foy                | 48° 40′ 41″ nord, 5° 53′ 32″ est | « PA00106406 » | Inscrit        | 1939      | Maison |
| Immeuble | 57 rue du Général-Foy                | 48° 40′ 43″ nord, 5° 53′ 30″ est | « PA00106387 » | Inscrit        | 1941      | Immeuble |
| Maison | 4 rue Général-Gengoult               | 48° 40′ 30″ nord, 5° 53′ 18″ est | « PA00106414 » | Inscrit        | 1939      | Maison |
| Anciens hôpital des Bourgeois et hôtel de Pimodan                                                             | 6-8 rue du Général-Gengoult          | 48° 40′ 30″ nord, 5° 53′ 18″ est | « PA00106381 » | Inscrit        | 1995      | Anciens hôpital des Bourgeois et hôtel de Pimodan                                                            |
| Immeuble | 26 rue du Général-Gengoult           | 48° 40′ 27″ nord, 5° 53′ 16″ est | « PA54000064 » | Inscrit        | 1941      | Immeuble |
| Immeuble | 28 rue du Général-Gengoult           | 48° 40′ 27″ nord, 5° 53′ 16″ est | « PA00106388 » | Inscrit        | 1941      | Immeuble |
| Maison des Chevaliers de Malte                                                                                | 30 rue du Général-Gengoult           | 48° 40′ 27″ nord, 5° 53′ 15″ est | « PA00106407 » | Inscrit        | 1941      | Maison des Chevaliers de Malte                                                                               |
| Immeuble | 1 rue Gouvion-Saint-Cyr              | 48° 40′ 40″ nord, 5° 53′ 26″ est | « PA00106389 » | Inscrit        | 1939      | Immeuble |
| Immeuble | 15 rue Gouvion-Saint-Cyr             | 48° 40′ 41″ nord, 5° 53′ 27″ est | « PA00106390 » | Inscrit        | 1941      | Immeuble |
| Immeuble | 18 rue Gouvion-Saint-Cyr             | 48° 40′ 41″ nord, 5° 53′ 28″ est | « PA00106391 » | Inscrit        | 1941      | Immeuble |
| Musée d'art et d'histoire Ancienne Maison-Dieu, chapelle et salle des malades ainsi que son portail gothique. | 29 rue Gouvion-Saint-Cyr             | 48° 40′ 43″ nord, 5° 53′ 29″ est | « PA00106408 » | Classé         | 1980      | Musée d'art et d'histoireAncienne Maison-Dieu, chapelle et salle des malades ainsi que son portail gothique. |
| Immeuble | 30 rue Gouvion-Saint-Cyr             | 48° 40′ 42″ nord, 5° 53′ 29″ est | « PA00106392 » | Inscrit        | 1941      | Immeuble |
| Synagogue | 15 rue de la Halle                   | 48° 40′ 23″ nord, 5° 53′ 17″ est | « PA54000005 » | Inscrit        | 1996      | Synagogue |
| Maison | 11 rue Haute                         | 48° 40′ 36″ nord, 5° 53′ 28″ est | « PA00106409 » | Inscrit        | 1939      | Maison |
| Immeuble (détruit en 1944)                                                                                    | 8 rue Inglemur                       | 48° 40′ 30″ nord, 5° 53′ 34″ est | « PA00106394 » | Inscrit        | 1941      | Immeuble (détruit en 1944)                                                                                   |
| Immeuble (détruit)                                                                                            | 10 rue Inglemur                      | 48° 40′ 30″ nord, 5° 53′ 34″ est | « PA00106395 » | Inscrit        | 1939      | Immeuble (détruit)                                                                                           |
| Maison canoniale                                                                                              | 13, 13bis rue Inglemur               | 48° 40′ 29″ nord, 5° 53′ 33″ est | « PA00106410 » | Inscrit        | 1941      | Maison canoniale                                                                                             |
| Commanderie templière de Libdeau                                                                              | Libdeau                              | 48° 42′ 49″ nord, 5° 55′ 11″ est | « PA00135416 » | Inscrit        | 1995      | Commanderie templière de Libdeau                                                                             |
| Portail du Salvateur                                                                                          | 4 rue Liouville                      | 48° 40′ 32″ nord, 5° 53′ 33″ est | « PA00106418 » | Inscrit        | 1941      | Portail du Salvateur                                                                                         |
| Bailliage | 6 rue des Lombards                   | 48° 40′ 32″ nord, 5° 53′ 27″ est | « PA00106371 » | Inscrit        | 1941      | Bailliage |
| Fontaine | Place du Marché-aux-Poissons         | 48° 40′ 30″ nord, 5° 53′ 25″ est | « PA00106377 » | Inscrit        | 1939      | Fontaine |
| Couvent des Cordeliers chapelle, portail, élévation, toiture                                                  | Rue Menin Rue du Pont-des-Cordeliers | 48° 40′ 38″ nord, 5° 53′ 35″ est | « PA00106373 » | Inscrit        | 1939 1941 | Couvent des Cordelierschapelle, portail, élévation, toiture                                                  |
| Maison (détruite)                                                                                             | 2 rue Michâtel                       | 48° 40′ 29″ nord, 5° 53′ 29″ est | « PA00106411 » | Inscrit        | 1939      | Maison (détruite)                                                                                            |
| Immeuble | 13 rue Michâtel                      | 48° 40′ 31″ nord, 5° 53′ 29″ est | « PA00106396 » | Inscrit        | 1941      | Immeuble |
| Maison | 7 rue de la Monnaie                  | 48° 40′ 36″ nord, 5° 53′ 32″ est | « PA00106412 » | Inscrit        | 1939      | Maison |
| Immeuble | 3 rue Murot                          | 48° 40′ 34″ nord, 5° 53′ 30″ est | « PA00106397 » | Inscrit        | 1941      | Immeuble |
| Maison canoniale                                                                                              | Place du Parvis-de-la-Cathédrale     | 48° 40′ 32″ nord, 5° 53′ 36″ est | « PA00106413 » | Inscrit        | 1941      | Maison canoniale                                                                                             |
| Immeuble | 13 rue de la Petite-Boucherie        | 48° 40′ 32″ nord, 5° 53′ 21″ est | « PA00106398 » | Inscrit        | 1939      | Immeuble |
| Immeuble | 6 rue Pierre-Hardie                  | 48° 40′ 29″ nord, 5° 53′ 31″ est | « PA00106399 » | Inscrit        | 1941      | Immeuble |
| Immeuble | 1 rue Rigny                          | 48° 40′ 35″ nord, 5° 53′ 34″ est | « PA00106400 » | Inscrit        | 1939      | Immeuble |
| Hôtel de Rigny                                                                                                | 6 rue Rigny                          | 48° 40′ 35″ nord, 5° 53′ 34″ est | « PA00106382 » | Inscrit        | 1941      | Hôtel de Rigny                                                                                               |
| Immeuble | 7 rue Rigny                          | 48° 40′ 35″ nord, 5° 53′ 35″ est | « PA00106401 » | Inscrit        | 1939      | Immeuble |
| Hôtel de ville                                                                                                | 13 rue de Rigny                      | 48° 40′ 34″ nord, 5° 53′ 39″ est | « PA00106383 » | Classé         | 1930      | Hôtel de ville                                                                                               |
| Maison canoniale                                                                                              | 7 rue Saint-Waast                    | 48° 40′ 27″ nord, 5° 53′ 36″ est | « PA00106416 » | Inscrit        | 1941      | Maison canoniale                                                                                             |
| Immeuble (détruit) Porte d'entrée avec écusson                                                                | 10 rue Saint-Waast                   | 48° 40′ 26″ nord, 5° 53′ 36″ est | « PA00106402 » | Inscrit        | 1941      | Immeuble (détruit)Porte d'entrée avec écusson                                                                |
| Immeuble | 39 rue des Tanneurs                  | 48° 40′ 37″ nord, 5° 53′ 27″ est | « PA00106393 » | Inscrit        | 1941      | Immeuble |
| Hôtel des ducs des Hazards                                                                                    | 12 rue Traversière-du-Murot          | 48° 40′ 34″ nord, 5° 53′ 26″ est | « PA00106379 » | Inscrit        | 1941      | Hôtel des ducs des Hazards                                                                                   |
| Maison | 20 rue Traversière-du-Murot          | 48° 40′ 34″ nord, 5° 53′ 28″ est | « PA00106417 » | Inscrit        | 1939      | Maison |
| Villa Mathieu                                                                                                 | 208 rue Rémond-Mathieu               | 48° 40′ 06″ nord, 5° 53′ 05″ est | « PA54000091 » | Inscrit        | 2023      | Image manquante Téléverser                                                                                   |